# Grupa Robocza Komisji Krajowej NSZZ „Solidarność”
Grupa Robocza Komisji Krajowej NSZZ „Solidarność” – powstała w kwietniu 1987 w reakcji na powołanie przez Lecha Wałęsę Tymczasowej Rady NSZZ „Solidarność”.

## Historia

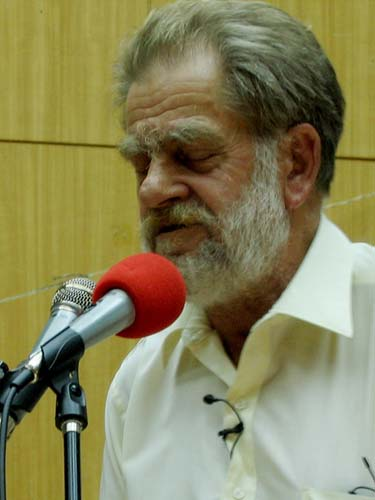
Andrzej Gwiazda

Grupę utworzyło grono dawnych działaczy kierownictwa „Solidarności”, m.in. Andrzej Gwiazda, Seweryn Jaworski, Marian Jurczyk, Jerzy Kropiwnicki, Grzegorz Palka, Jan Rulewski, Andrzej Słowik, Stanisław Wądołowski. Ich celem była odbudowa jawnej „Solidarności”, która miała się rozpocząć od odtworzenia statutowych władz związku w składzie z 1981 (wyłączeni mieli zostać ci, którzy sprzeniewierzyli się etosowi „Solidarności”). Na kolejnym etapie skład miał zostać poszerzony o czołowych działaczy podziemia. Grupie roboczej były podporządkowane nieliczne struktury regionalne, które były najsilniejsze w Łodzi i Szczecinie. 20 grudnia 1987 grupa robocza zainicjowała ogłoszenie listu grupy 22 działaczy „Solidarności” do Lecha Wałęsy, wzywającego go do zwołania posiedzenia komisji krajowej. 18 grudnia 1988 wystosowano kolejny list, podpisany przez 35 osób (w tym 16 członków komisji krajowej). Na początku 1988 podjęto negocjacje z Krajową Komisją Wykonawczą NSZZ „Solidarność”, jednak bez powodzenia. Do Trybunału Konstytucyjnego został złożony wniosek o uznanie za niezgodne z Konstytucją PRL aktów prawnych zawieszających działalność, a następnie rozwiązujących „Solidarność”. Zainicjowano również powołanie Porozumienia na Rzecz Demokratycznych Wyborów w „Solidarności”. W 1988 grupa robocza wydała kilka numerów „Biuletynu Informacyjnego”. W wyborach parlamentarnych w 1989 grupa robocza wystawiła w niektórych okręgach własnych kandydatów. Następnie aktywność grupy roboczej malała. Część działaczy włączyła się w odbudowę struktur „Solidarności”, część utworzyła w lutym 1990 związek „Solidarność 80”, a inni wycofali się z działalności związkowej.